# Eurytoma aurifrons
Eurytoma aurifrons är en stekelart som beskrevs av Cameron 1884. Eurytoma aurifrons ingår i släktet Eurytoma och familjen kragglanssteklar.
Artens utbredningsområde är:
- Guatemala.
- Panama.

Inga underarter finns listade i Catalogue of Life.